# باروخ أبو حصيرة
باروخ أبو حصيرة (بالعبرية: ברוך אבוחצירא؛بالإنجليزية : Baruch Abuhatzeira ولد 1941)، المعروف أيضا باسم بابا باروخ، هو حاخام ينتمي لمذهب الكابالاه الإسرائيلي والمستشار الروحي الذي يعمل في نتيفوت، وهي بلدة من ذوي الياقات الزرقاء في جنوب اسرائيل. وهو ابن الحاخام المغربي من السفارديم الإسرائيليين ، إسرائيل أبو حصيرة ، المعروف أيضا باسم بابا باروخ.
ولد باروخ في أرفود في منطقة تافيلالت شرق المغرب. هناك ، تلقى تعليمه من والده. خلال شبابه قضى باروخ عدة سنوات في باريس. في منتصف الستينيات من القرن الماضي ، هاجر باروخ إلى إسرائيل مع والده ، وقرر مواصلة مهنته السياسية. تم انتخابه نائبا لرئيس بلدية عسقلان. وفي وقت لاحق ، تمت محاكمة أبو حصيرة وحكم عليه بالسجن لمدة خمس سنوات بتهمة الفساد والرشوة المرتبطة بدوره كنائب لرئيس البلدية. بعد الحصول على الإفراج المبكر ، انضم أبو حصيرة إلى بابا سالي ، وكان مع والده خلال الأشهر الثلاثة الأخيرة من حياة الحاخام.